# Mina El Chino
A Mina El Chino é uma mina de cobre a céu aberto localizada perto de Silver City, Novo México. A mina é inteiramente possuída e operada ela Phelps Dodge Corporation.
A mina situa-se na cidade de Santa Rita, 15 milhas a leste de Silver City. A enorme mina a céu aberto que já foi maior no mundo (veja Chuquicamata) e é talvez o local de mineração mais antigo em exploração no sudoeste americano. A operação de mineração a céu aberto dos dias atuais foi iniciada em 1901.
Uma lavaria para processar o minério de cobre de baixo teor foi montada nas proximidades de Hurley em 1911.  As operações de moagem foram recentemente (janeiro 2004) reiniciadas no concentrador de Chino após um hiato de três anos causado por preços baixos do cobre.  As reservas do minério de cobre em Chino esperam-se chegar ao fim até 2008.